# Соннир, Кит
Кит Соннир (31 июля 1941[…], Маму, Луизиана — 18 июля 2020, Саутгемптон, Нью-Йорк) — американский скульптор и художник постминималистической традиции, занимавшийся видео-артом и световым искусством. Соннир был одним из первых художников, использовавших свет в скульптуре в 1960-х годах, и был одним из самых успешных в этой технике. Сонниер был частью движения процесс-арта и арте повера, его инсталляции были нацелены на развитие предельного внимания и мышления зрителей.

## Биография
Кит Соннир родился в городе Маму (штат Луизиана). В 1963 году окончил Университет Луизианы в Лафайетте (University of Louisiana at Lafayette), в 1966 году Рутгерский университет в Нью-Джерси по специальности мастера изобразительных искусств. Живёт в Нью-Йорке.

## Творчество
В конце 1960-х годов световой скульптор Кит Соннир бросил вызов принятым представлениям о скульптуре, начав использовать неэкспонированные и неиндустриальные материалы. Он использовал всё: «от латекса и атласа до случайно найденных предметов, передатчиков и видео». В 1968 году Сонниер начал создавать настенные скульптуры, которые включали лампы накаливания и неон.
Материалы, которые использует художник, включают: неоновые и флуоресцентные лампы; светоотражающие материалы, алюминий, медь, стекло и провода. Его творчество отличается яркими цветами неоновых трубок и линиями в уникальных конфигурациях.
Работы конца 1960-х годов также включали лампы накаливания и чёрный цвет. Соннир закрепил стремление к неону в своих работах с помощью серии «Ba-O-Ba»: геометрические стёкла, пересекаемые полосами неона. Неон является для него своего рода языком.

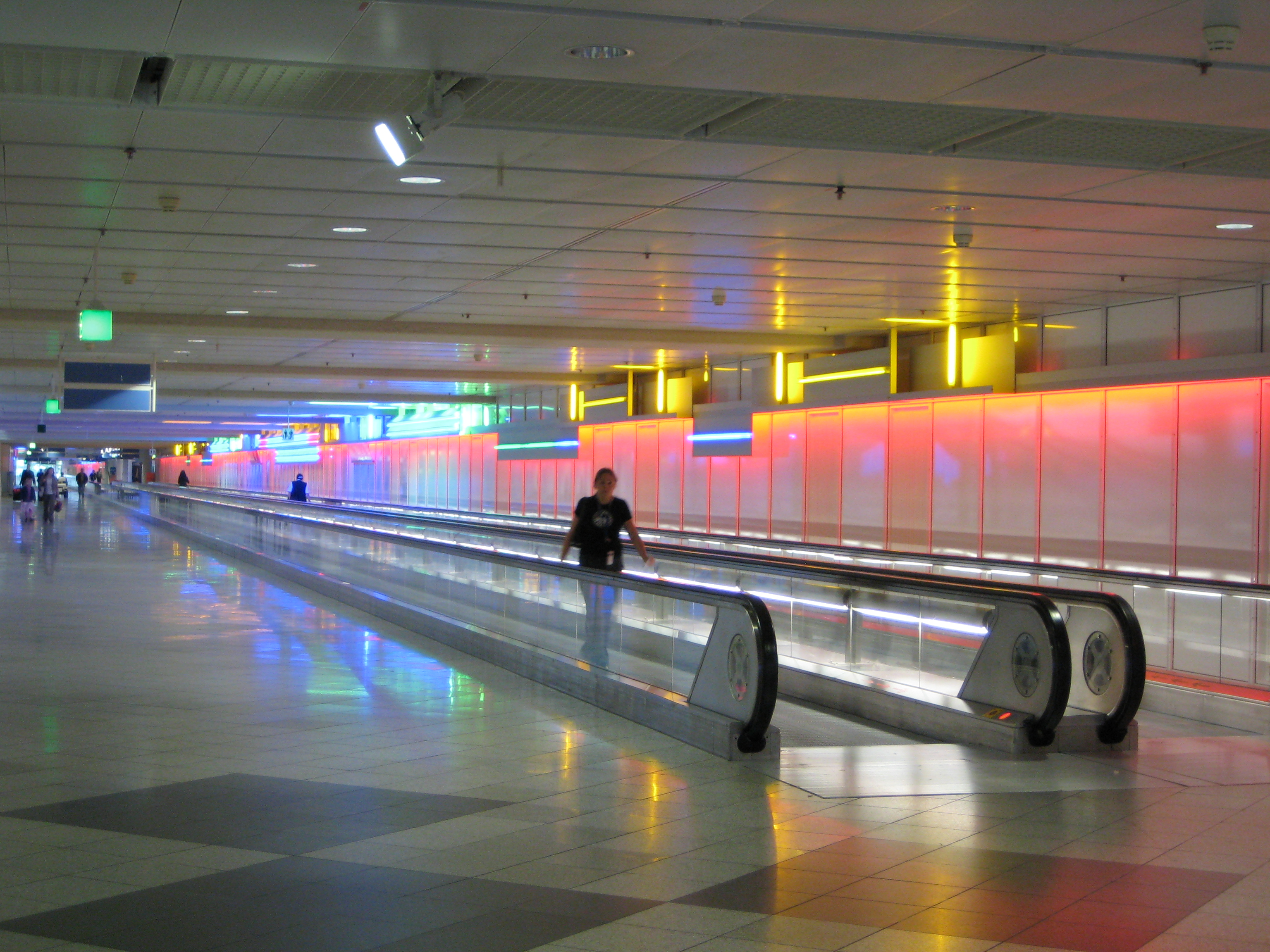
Международный аэропо́рт Мю́нхен имени Франца-Йозефа Штрауса в оформлении Кита Соннира.

В начале XX века наблюдалось оживление интереса к творчеству Соннира. Летом 2013 года Музей искусств Пэрриша подарил ему свою первую американскую музейную ретроспективу, в то время как Художественный институт Дана Флавина выставил его ранние работы из стекла и неона. Скульптура, представленная в Parrish, Rectangle Diptych (2013), демонстрирует почти плавный переход от первых экспериментов художника со средой, где простые неоновые акценты на двойных акриловых панелях перекликаются с ранним интересом художника к форме и цвету.
Наиболее заметными работами были общественные. Например, установка неоновой инсталляции 1992 года в Новом международном аэропорту в Мюнхене, которая охватывает 1000 метров освещенных движущихся дорожек, связывая терминалы своим радужным сиянием. Другая работа соединила красный неон с синим аргоном в 2004 году для одного из крупнейших общественных проектов в Лос-Анджелесе, Motordom, в котором были изображены сотни светящихся полос, обернутых вокруг фасада здания Министерства транспорта Калифорнии в центре Лос-Анджелеса.
Избранные персональные экспозиции:

Лёгкая скульптура «Трасса Зенит» (2009), Кит Соннир. Агентство по охране окружающей среды, Здание Рональда Рейгана, Вашингтон.

- 1968 Galerie Rolf Ricke, Кёльн, Западная Германия.
- 1970 Галерея Лео Кастелли, Нью-Йорк, Нью-Йорк. Stedelijk van Abbemuseum, Эйндховен, Нидерланды.
- 1971 Музей современного искусства, Нью-Йорк, Нью-Йорк.
- 1973 Кухня, Нью-Йорк, Нью-Йорк.
- 1974 Галерея Лео Кастелли, Нью-Йорк, Нью-Йорк.
- 1975 Галерея Лео Кастелли, Нью-Йорк, Нью-Йорк.
- 1976 Галерея Лео Кастелли, Нью-Йорк, Нью-Йорк.
- 1977 Ace Gallery, Лос-Анджелес, Калифорния.
- 1978 Галерея Лео Кастелли, Нью-Йорк, Нью-Йорк. Часовая башня, Институт искусств и городских ресурсов, Нью-Йорк, Нью-Йорк.
- 1979 Музей Haus Lange, Крефельд, Германия. Галерея Лео Кастелли, Нью-Йорк, Нью-Йорк. Национальный музей современного искусства, Центр Жоржа Помпиду, Париж, Франция.
- 1981 Портлендский центр изобразительных искусств, Портленд, Орегон.
- 1982 Галерея Лео Кастелли, Нью-Йорк, Нью-Йорк.
- 1983 г.р. 1, Институт искусства и городских ресурсов, Лонг-Айленд-Сити, Нью-Йорк.
- 1984 Музей современного искусства Хара, Токио, Япония. Галерея Лео Кастелли, Нью-Йорк, Нью-Йорк.
- 1985 Галерея Лео Кастелли, Нью-Йорк, Нью-Йорк.
- 1987 Александрийский художественный музей, Александрия, Луизиана.
- 1988 Музей Крайслера, Норфолк, Вирджиния.
- 1989 Галерея Лео Кастелли, Нью-Йорк, Нью-Йорк. Музей Хиршхорна, Вашингтон, округ Колумбия. Академия Крэнбрук, Блумфилд Хиллз, Мичиган.
- 2008 «Избранные произведения, 1969/1989/2005», Häusler Contemporary, Munich, Германия.
- 2009 «Shelf Works 1975/2008», Häusler Contemporary, Zurich, Швейцария. «Кит Сонниер: ранняя скульптура и рисунки», Лео Кастелли Галерея, Нью-Йорк. «Деревообработка», Галерея Юргена Беккера, Гамбург, Германия.
- 2010 «Кит Соннье: Dis-Play II», JGM Galerie, Париж, Франция. «Кит Сонниер: Избранные работы 1996—2008 гг.», Галерея Бернье / Элиадес, Афины, Греция. «Кит Сонниер: новая работа — реликвии со стаями», Хериард-Чимино Галерея, Новый Орлеан, Луизиана. «Кит Соннье: Форт Кревекёр», Музей искусств и науки Луизианы, Батон-Руж, Луизиана. «Кит Соннье: флуоресцентная комната», Арт-клуб 1563, Сеул, Южная Корея.
- 2011 «Кит Сонниер: Файлы 1965—1969», Галерея Лео Кастелли, Нью-Йорк, Нью-Йорк. «Современная реликвия и избранные произведения», Häusler Contemporary, Мюнхен, Германия. «Кит Соннье / 4 работы: 1968—2010», Галерея Эриарда Чимино, Новый Орлеан, Луизиана.
- 2012 Галерея Гая Питерса, Кнокке-Хейст, Бельгия. «Кит Сонниер: Каннский сериал и избранные произведения», Хойслер Современный Цюрих, Цюрих, Швейцария.
- 2013 «Кит Сонниер: 68-70», галерея Мэри Бун, Нью-Йорк, Нью-Йорк. «Деми-Луна, ранние неоновые работы», JGM. Галерея, Париж, Франция.
- 2014 «Elysian Plain + Ранние работы», Pace Gallery, Нью-Йорк, Нью-Йорк. «Кит Сонниер: эллиптические передачи», галерея Триполи, Саутгемптон, Нью-Йорк.
- 2015 «Stockprops», Национальная галерея образцов, Нью-Йорк, Нью-Йорк. (с Нейтом Лоумен) «Кит Сонниер: Склад Кастелли 1970 / Галерея Кастелли 2015», Галерея Кастелли, Нью-Йорк, Нью-Йорк
- 2015 «Кит Сонниер: Ранний неон», Hall Art Foundation, Рединг, Вермонт. «Кит Соннье: Работы света», Музей современного искусства и искусства Современник Ниццы, Ницца, Франция. «Кит Сонниер: Порталы», Maccarone, Нью-Йорк, Нью-Йорк. Галерея Лейлы Хеллер, Дубай, Объединенные Арабские Эмираты.
- 2016 «Кит Сонниер: Порталы», Maccarone, Лос-Анджелес, Калифорния. «Аарон Аужла и Кит Сонниер», Национальный Образец, Нью-Йорк, Нью-Йорк. (шоу из двух человек) Pace Gallery, Лондон, Англия. «Кит Соннье: Работы света, 1968-70», Художественная галерея Уайтчепел,Лондон, Англия. Галерея Форсблом, Хельсинки, Финляндия."Река Эбо и ранние работы", Галерея Пейс, Нью-Йорк, Нью-Йорк.
- 2017 «Кит Сонниер: три неона / три десятилетия», Уодсворт Атенеум, Хартфорд, Коннектикут.